# Джей Девідсон
Джей Девідсон, уродж. Альфред Емей (англ. Jaye Davidson, англ. Alfred Amey; нар. 21 березня 1968) — американсько-британська модель й актор у минулому. Відомий за свої ролі трансжінки Діл у драматичному трилері 1992 р. Жорстока гра, за яку він отримав Оскар за найкращу чоловічу роль другого плану (перший змішаний британський актор, який номінований), і Ра у фільмі Зоряна брама.

## Біографія

### Ранні роки
Девідсон народився в |Ріверсайді, штат Каліфорнія, в сім'ї батька-ганійця та матері-англійки. Його сім'я переїхала до Англії, коли йому було два роки, зростав Девідсон у Хартфордширі.

### Акторська кар'єра
Девідсон, який не мав акторського досвіду, був помічений на кастинзі співробітником фільму Едвард II Дереком Джарменом. Його андрогінний вид привели його до ролі у трилері Жорстока гра. Пізніше він зіграв злого бога сонця Ра у фантастичному фільмі Зоряна брама.

### Кар'єра моделі
Девідсон пізніше покинув акторство, заявивши, що він «по-справжньому ненавидів слави», що отримував. Він перейшов до моделювання, і з тих пір працював на кількох гучних фотосесіях.

## Особисте життя
Девідсон є відкритим геєм, але не відчуває, що є частиною гей-спільноти. Одного разу він заявив: «Гомосексуальні чоловіки люблять дуже маскулінних чоловіків. А я не дуже маскулінна людина. Я досить худий. У мене довге волосся, яке не дуже популярне серед чоловіків-геїв».
У липні 2017 року його чоловіком став Томас Кларк.

## Фільмографія

### Фільми
| Рік  | Назва             | роль                 | Примітки |
| ---- | ----------------- | -------------------- | --- |
| 1992 | Жорстока гра      | Діл                  | Номінація — Academy Award for Best Supporting Actor Номінація — National Society of Film Critics Award for Best Supporting Actor Номінація — BAFTA Award for Best Actor in a Supporting Role |
| 1994 | Зоряна брама      | Ра                   | |
| 1996 | Котяча прогулянка | У ролі себе          | Документальний |
| 1999 | Кузен Джої        |                      | |
| 2009 | Проект Боргхілд   | Нацистський фотограф | |

### Телебачення
| Рік  | Назва          | Роль        | Примітки |
| ---- | -------------- | ----------- | -------- |
| 1994 | Jiggery Pokery | У ролі себе | 1 епізод |